# Specjalna Komisja Śledcza Kongresu Stanów Zjednoczonych do Zbadania Zbrodni Katyńskiej

Pieczęć Kongresu USA

Specjalna Komisja Śledcza Kongresu Stanów Zjednoczonych do Zbadania Zbrodni Katyńskiej (ang. Select Committee to Investigate and Study the Facts, Evidence, and Circumstances of the Katyn Forest Massacre) – specjalna komisja śledcza powołana przez Kongres Stanów Zjednoczonych (Rezolucje Nr 390 i 539) dla przeprowadzenia śledztwa w sprawie zbrodni katyńskiej na oficerach Wojska Polskiego. Przewodniczącym komisji został Ray John Madden z Indiany.

## Skład osobowy Komisji
1. Ray J. Madden – Przewodniczący
2. Daniel J. Flood
3. Foster Furcold
4. Thadrum M. Machrowicz
5. George A. Dondero
6. Alvin E. O'Konski
7. Timothy P. Sheehan

Stałymi pracownikami Komisji byli: John Mitchell (Główny Doradca), Roman C. Pucinski (Główny Śledczy) i Lucile S. Biebighauser (Sekretarz).

## Rezultaty i wnioski końcowe
22 grudnia 1952 Komisja ogłosiła końcowy raport, tzw. Raport Maddena, w którym za winnych zbrodni katyńskiej uznała Sowietów i wezwała społeczność międzynarodową do powołania międzynarodowego trybunału dla osądzenia tej zbrodni.
We wstępie do Raportu napisano:

Masakra katyńska była jedną z najbardziej barbarzyńskich zbrodni międzynarodowych w historii świata.

## Prace Komisji
Prace Komisji trwały ponad 9 miesięcy i składały się z analizy dostępnych Komisji materiałów zgromadzonych w archiwach rządu Stanów Zjednoczonych, armii amerykańskiej, dokumentów procesu norymberskiego i przesłuchania wielu świadków związanych bezpośrednio z problemem zbrodni katyńskiej (łącznie 81 świadków głównych i 200 świadków dodatkowych). Do współpracy poproszono organa zagraniczne: rządy polskie w Warszawie (Polska Ludowa) i Londynie (Rząd RP na uchodźstwie), rząd Republiki Federalnej Niemiec i rząd ZSRR. Jedynie rząd polski w Londynie i rząd RFN przyjęły zaproszenie. Zorganizowano przesłuchania w licznych miejscach: w Waszyngtonie (październik 1951, luty 1952 i czerwiec 1952), Chicago (marzec 1952), Londynie (kwiecień 1952), we Frankfurcie (kwiecień 1952), w Berlinie (kwiecień 1952) i Neapolu (kwiecień 1952). Jednym z dokładnie studiowanych był raport sowieckiej tzw. Komisji Burdenki, opublikowany w Moskwie w 1944. Raport ten zdaniem Komisji Kongresu USA jest pełnym niepotwierdzonych domysłów, fałszywych danych i sprzecznych ze sobą informacji. W wyjaśnieniach szczegółów tego raportu rządu sowieckiego Komisja kongresowa USA posiłkowała się zeznaniami Józefa Mackiewicza, jednego z pierwszych Polaków, którzy w 1943 obserwowali ekshumację zwłok oficerów polskich w Katyniu. W swoim Raporcie końcowym zaznaczyła też, że dużą pomocą dokumentalną był dla niej raport PCK opracowany przez Kazimierza Skarżyńskiego i jego zeznania na przesłuchaniach Komitetu w Chicago.
W konkluzji Komitet opiniował Kongres Stanów Zjednoczonych do uchwalenia rezolucji polecającej prezydentowi USA złożenie formalnego wniosku do ONZ o powołanie międzynarodowej komisji badającej zbrodnię katyńską. We własnej opinii, opartej na wszechstronnym badaniu dokumentów i przesłuchań świadków i rzeczoznawców Komisja stwierdza, że pełną odpowiedzialność za tę zbrodnię ponoszą władze Związku Socjalistycznych Republik Radzieckich.